# آنری فکور
آنری فکور (فرانسوی: Henri Fescourt‎؛ ‏ ۲۳ نوامبر ۱۸۸۰ – ۹ اوت ۱۹۶۶) کارگردان فیلم و فیلم‌نامه‌نویس اهل فرانسه بود. وی برنده جوایزی همچون لژیون دونور شده‌است.

## گزیده فیلم‌شناسی
- ۱۹۲۵: بینوایان (فیلم ۱۹۲۵)
- ۱۹۲۹: مونت کریستو (فیلم ۱۹۲۹)